# ГЕС Ванда
ГЕС Ванда – гідроелектростанція на острові Тайвань, яка використовує ресурс із річок Wusheqi та Wandaqi – відповідно правого та лівого витоків Zhuoshui (найдовша річка острова, що дренує західний схил його вододільного хребта та впадає до Тайванської протоки). Знаходячись перед ГЕС Сунглін (20,9 МВт), становить верхній ступінь дериваційного каскаду у сточищі Zhuoshui.
Спорудження станції почалось під час японської окупації острова. Від облаштованого на Wandaqi водозабору через правобережний гірський масив проклали дериваційний тунель, котрий виводив до розташованого за 5,5 км машинного залу, спорудженого на лівобережжі Wusheqi. Останній у 1943 році почав роботу з однією турбіною типу Пелтон потужністю 15,2 МВт, яка використовувала напір у 275 метрів. Втім, через складні геологічні умови агрегат первісно працював не більше ніж на 30% своїх можливостей, і лише після проведених у 1950-1951 роках додаткових робіт виробітка тут стабілізувалась.
Проект станції також передбачав створення значного водосховища на другому витоку Zhuoshui неподалік від машинного залу. Втім, після вступу Японії до Другої світової війни зведення бетонної гравітаційної греблі Wushe загальмувалось та було остаточно зупинене у 1944-му на ранній стадії будівництва. Вже після деколонізації острова, у 1953-му, роботи відновились та завершились введенням в експлуатацію через чотири роки. Споруда має висоту 114,6 метра, довжину 205 метрів та потребувала 349 тис м3 матеріалу. Вона утворила водосховище з площею поверхні 3,17 км2 та об’ємом 87,1 млн м3, із яких 69,4 млн м3 складав корисний об’єм. Наразі через нанесення осаду останній показник скоротився до 53,8 млн м3. Можливо також відзначити, що у підсумку район греблі Wushe почали іменувати як Wanda, тоді як розташований на Wandaqi перший водозабір отримав найменування Aowanda.
Зі сховища греблі Wushe проклали підвідний тунель до розташованого за кілька сотень метрів машинного залу (оскільки водозабір знаходиться на правому березі річки, на своєму шляху тунель проходить під її руслом). Від нього живились дві турбіни типу Френсіс загальною потужністю 20,7 МВт, які використовували напір у 109,7 метра.
Відпрацьована вода по відвідному тунелю довжиною 0,8 км потрапляла у Wusheqi незадовго до її злиття з Wandaqi, після чого прямувала далі природним шляхом до греблі Wujie (ГЕС Дагуан). На початку 2010-х одразу після виходу тунелю Wusheqi перекрили водозабірною спорудою, котра спрямовує ресурс до дериваційного тунелю нової ГЕС Сунглін. У той же період підсилили і станцію Ванда – тут встановили гідроагрегат №4 з турбіною типу Френсіс потужністю 19,7 МВт (крім того, замінили генератори трьох старих агрегатів).